# Lituolinae
Lituolinae es una subfamilia de foraminíferos bentónicos de la familia Lituolidae, de la superfamilia Lituoloidea, del suborden Lituolina y del orden Lituolida. Su rango cronoestratigráfico abarca desde el Triásico superior hasta la actualidad.

## Discusión
Clasificaciones previas incluían Lituolinae en el suborden Textulariina, en el orden Textulariida, o en el orden Lituolida sin diferenciar el suborden Lituolina.

## Clasificación
Lituolinae incluye a los siguientes géneros:
- Atactolituola †
- Bulbobuccicrenata †
- Kolchidina †
- Lituola

Otros géneros considerados en Lituolinae son:
- Cribrospirella, aceptado como Lituola
- Lituolites, aceptado como Lituola
- Pseudolituola †, no aceptado por ser nomen nudum